# Masters of Science Fiction
Masters of Science Fiction ist eine US-amerikanische Miniserie, die aus sechs unabhängigen Folgen besteht. Stephen Hawking übernimmt in jeder Folge die Anfangsmoderation aus dem Off. Die Serie basiert auf dem Konzept der Fernsehserie Masters of Horror und wird zum Teil von den gleichen Produzenten betreut.

## Folgen
| Nr. | Englischer Titel | Autor der ursprünglichen Geschichte | Regisseur       |
| --- | ---------------- | ----------------------------------- | --------------- |
| 1   | A Clean Escape   | John Kessel                         | Mark Rydell     |
| 2   | The Awakening    | Howard Fast                         | Michael Petroni |
| 3   | Jerry Was a Man  | Robert A. Heinlein                  | Michael Tolkin  |
| 4   | The Discarded    | Harlan Ellison                      | Jonathan Frakes |
| 5   | Little Brother   | Walter Mosley                       | Darnell Martin  |
| 6   | Watchbird        | Robert Sheckley                     | Harold Becker   |